# Nova Akvitanija
Nova Akvitanija (francosko Nouvelle-Aquitaine, izgovorjava: [nuvɛl akitɛn], okcitansko Nòva Aquitània; baskovsko Akitania Berria, poitevin-saintongeais Novéle-Aguiéne; špansko Nueva Aquitania) je največja upravna regija v Franciji in se razprostira na zahodu in jugozahodu celinske Francije. Regija je nastala s teritorialno reformo francoskih regij leta 2014 z združitvijo treh regij: Akvitanije, Limousina in Poitou-Charentesa. Obsega 84.061 km2 - ali 1/8 države - in ima približno 5.800.000 prebivalcev (1. januarja 2012) . Nova regija je bila ustanovljena 1. januarja 2016 po regionalnih volitvah decembra 2015 .
Po površini je največja regija v Franciji (vključno s prekomorsko Francosko Gvajano) z ozemljem, nekoliko večjim od Avstrije. Njeno največje mesto oz. središče je Bordeaux, ki skupaj s svojimi predmestji in satelitskimi naselji tvori 7. največje francosko metropolitansko območje z 850.000 prebivalci. V regiji je 25 večjih mestnih območij, med katerimi so najpomembnejša Bayonne (288.000 prebivalcev), Limoges (283.000), Poitiers (255.000), Pau (241.000) in La Rochelle (206.000) ter 11 večjih mest. Zaradi rasti prebivalstva, ki je še posebej izrazito na obali, je to eno najbolj privlačnih gospodarsko območij v Franciji; nova regija presega Île-de-France in Provanso-Alpe-Azurno obalo v demografski dinamiki.
Po Île-de-Franceu je Nova Akvitanija prvovrstna francoska regija na področju raziskav in inovacij, saj ima pet univerz (Bordeaux, La Rochelle, Limoges, Poitiers in Pau) in več visokih šol (Grandes Ecoles). Kmetijska regija Evrope z največjim prihodkom, je francoska regija z največ turističnimi zaposlitvami, saj ima tri od štirih zgodovinskih krajev na francoski atlantski obali: (Arcachon, Biarritz in Royan), pa tudi več smučišč (npr. Gourette) in je peta francoska regija za ustvarjanje podjetij (vsi sektorji).
Njeno gospodarstvo temelji na kmetijstvu in vinogradništvu (Vinski okoliš Bordeaux in Cognac), turizmu, zmogljivi vesoljski industriji, digitalni ekonomiji in oblikovanju, kemični in farmacevtski industriji, finančnem sektorju (Niort je četrto največje finančno središče v državi, specializirano za vzajemne zavarovalnice) in industrijska keramika (Limoges). Mnoga podjetja, specializirana za deskanje in z njimi povezane športe, imajo sedež ob obali.
Nova regija vključuje večje dele južne Francije (Midi de la France), ki jih zaznamujejo baskovska, okcitanska in [[Oïlski jezici|oïlska (poitevinsko in saintongeaisko narečje) kultura. Zgodovinsko gledano je 'posredni naslednik' srednjeveške Akvitanije in se razprostira na velikem delu nekdanjega vojvodstva Eleonore Akvitanske.

## Toponimi
Vmesno ime regije Aquitaine-Limousin-Poitou-Charentes je bilo začasno ime kraja, imenovano ALPC, ki je nastalo s prepisovanjem imen združenih regij - Akvitanije, Limousina in Poitou-Charentes - po abecednem vrstnem redu .
Junija 2016 je delovna skupina, ki jo je vodila zgodovinarka Anne-Marie Cocula, nekdanja podpredsednica Akvitanije, predlagala ime Nouvelle Aquitaine – Nova Akvitanija . Odločitev je prišla po tem, ko se je priljubljeni favorit Akvitanija soočil z odpori regionalnih politikov iz Limousina in Poitou-Charentesa. Drugi priljubljen favorit, Grande Aquitaine, je bil zaradi svoje konotacije zavrnjen z občutkom večvrednosti. Alain Rousset, predsednik regije, se je strinjal s sklepom delovne skupine in ponovno potrdil, da meni, da akronim ALPC sploh ni nobena izbira. Za tiste, ki se bojijo izgube Limousin in Poitou-Charentes, je opozoril, da je predhodnica, regija Akvitanija, prevzela identiteto Périgorda ali Pays Basque (francoska Baskija), ki v 40 letih delovanja ni izginila .
27. junija 2016, le nekaj dni pred rokom 1. julija, je deželni svet skoraj soglasno sprejel Nouvelle-Aquitaine kot stalno ime regije. Francoski Conseil d'État je 28. septembra 2016 odobril Nouvelle- Aquitaine za novo ime regije, veljavno pa dva dni kasneje .

## Zgodovina
• za novejšo zgodovino vseh nekdanjih upravnih regij in departmajev pred letom 2016:
• za zgodovino preteklih entitet, ki so pred francosko revolucijo pokrivale velik del območja regije:

## Geografija
S 84.061 kvadratnimi kilometri je regija Nova Akvitanija večja od Francoske Gvajane in največja regija v Franciji (celinski in čezmorski).
Nova Akvitanija je omejena s štirimi drugimi francoskimi regijami (Loire (Pays de la Loire) na severozahodu, Center-Val de Loire na severovzhodu, Auvergne-Rona-Alpe (Auvergne-Rhône-Alpes) na vzhodu in Oksitanijo na jugovzhodu), na jugu s tremi avtonomnimi skupnostmi Španije (od vzhoda do zahoda Aragonija, Navarra in Baskija) in na zahodu s severnim Atlantskim oceanom (vzhodni del Biskajskega zaliva, Golfe de Gascogne v francoščini).

### Departmaji
Novo Akvitanijo sestavlja 12 departmajev : Charente, Charente-Maritime, Corrèze, Creuse, Dordonja, Gironde, Landes, Lot-et-Garonne, Pyrénées-Atlantiques, Deux-Sèvres, Vienne in Haute-Vienne.

### Urbana središča
Njeno največje mesto in edina metropola je Bordeaux, v osrčju strnjenega mesta skoraj milijon prebivalcev. Ob upoštevanju mestnega območja nova regija vsebuje šest od petdeset največjih metropolitanskih območij francoskega ozemlja (prebivalstvo 2011):
- Bordeaux (1.140.668 prebivalcev)
- Bayonne (283.571)
- Limoges (282.876)
- Poitiers (254.051)
- Pau (240.898)
- La Rochelle (205.822).

Poleg tega ima regija omrežje srednjih mest, razpršenih po vsem njenem ozemlju, vključno z: 
- Angoulême (108.304)
- Agen (79.764)
- Brive-la-Gaillarde (75.925)
- Niort (71.046)
- Périgueux (66.423)
- Bergerac (64.427)
- Villeneuve-sur-Lot (49.354)
- Dax (48.820)
- Mont-de-Marsan (40,269)

### Geografske značilnosti
Območje zajema velik del Akvitanske kotline in majhen del Pariške kotline (meja med obema je na "Seuil du Poitou") in Limousinsko ploščo (del Centralnega masiva) in zahodni del Pirenejev. Je del petih porečij, ki se odmakajo proti Atlantskem oceanu: Loara, Charente, Garona in Dordogne (in njihovega podaljška, estuarija Gironde) in Adour, saj reke mejijo na zemljišča, namenjena večinoma vinogradništvu in kmetijstvu.
Nova Akvitanija prav tako meji na veliko odprto obalno črto Atlantskega oceana, od narodnega naravnega rezervata Aiguillon bay in estuatija Sèvre (severni Charron), Bidasoa (južno od Hendaye), vključno z otoki arhipelaga Charentais (otoki Ré, Oléron, Aix in Madame) in široko zarezo iz Arcachona. To raznoliko območje je območje ostrig (Marennes-Oléron in Bassin d'Arcachon), školjk (školjke iz Baie de l'Aiguillon) in turizma, kar dokazuje prisotnost znanih letovišč, kot je Arcachon (Côte d’Argent) , Biarritz (Côte Basque) in Royan (Côte de Beauté).
Od polotoka Arvert do Labourda je obala skoraj ravna, obložena z visokimi sipinami, ki so najvišje na veliki sipini Pyla (Dune du Pilat), z velikimi jezeri ali lagunami (Lac d'Hourtin-Carcans, étang de Lacanau, étang de Cazaux et de Sanguinet, Lac de Biscarrosse et de Parentis ...) in mokrišči (Réserve naturelle nationale des dunes et marais d'Hourtin – Naravni rezervat sipin in barja Hourtin) nad velikimi borovimi gozdovi, zasajenimi v 19. stoletju. La forêt des Landes  - Gozd Landes – najobsežnejši umetno zasajen gozd v Evropi, pokriva skoraj milijon hektarjev (skoraj 950.000 primorskih borov). Oblikuje ogromen trikotnik, ki sega od Pointe de Grave, severno od Soulac-sur-Mer, do Hossegorja na jugu in Néraca na vzhodu, in je nadomestil nehvaležno, peščeno in močvirno območje. Gozd Landes je delno vključen v regijski naravni park Landes de Gascogne, ki se začne južno od Bordeauxa.
Dalje proti severu, na desnem bregu estuarija Gironde, ima gozd la Coubre iste lastnosti, ki tvorijo glavna 'zelena pljuča' Royana s skoraj 8000 hektari. Drugi pomembni gozdovi v regiji so: v Baskiji gozd Irati obsega več kot 17.000 hektarjev; na mejah Charente, Charente- Maritime in Dordonja se gozd Double, ki ga prekriva skoraj 500 jezer, razprostira na približno 50.000 hektarjih; severno, blizu Poitiersa, se gozd Moulière razprostira na skoraj 6800 hektarjih. Dlje proti vzhodu, blizu Guéreta, gozd Chabrières obsega 2000 hektarjev.
Skrajna južna regija ima gorsko naravo na območju Pirenejev. Če je njen zahodni del (pogorje Labourd) bolj podoben visokim zelenim hribom, ki se trudijo doseči 1000 metrov (La Rhune, blizu Bayonne, je visok 905 metrov, je naprej proti vzhodu najvišji v Baskiji pic d'Orhy z 2017 m), je območje Pau zaznamovano obdano z visokimi vrhovi, ki pogosto presegajo 2000 metrov. Vrh regije, Pic Palas (2974 m) je nedaleč stran. Drugi Pirenejski vrhovi v regiji so spektakularni Pic du Midi d'Ossau (2884 metrov), Pic d'Arriel (2824 m), Pic de Ger (2613 m) v bližini zimskega letovišča Gourette, Pic d "Anie (2504 m), Latte de Bazen (2472 m), Pic d'Ansabère (2377 m), Pic de l'Arraille (2147 m) ali Pic d" Arlas (2044 m).
To gričevnato območje prečkajo številni gorski potoki, imenovani gave: mednje spadajo Gave de Pau, Gave de Bious, Gave d'Ossau ali Gaves réunis, na meji Landes in Pyrénées-Atlantiques. Dolina Ossau, ena od treh dolin Béarn, sega od predmestja Pau do Col du Pourtalet na španski meji. Ledeniša jezera, živalski in rastlinski svet so izjemni v narodnem parku Pireneji.
Limousin, ki leži sredi Centralnega masiva, ima tudi izrazit relief, s svojimi visokimi planotami in nekaj erodirali vrhovi, ki prevladujejo nad zelenimi dolinami in gozdovi hrastov in kostanjev. Planota Limousin, ki jo razrežejo dolina reke Vienne (ki teče skozi glavno mesto Limoges), Isle, Vézère ali slikovita Corrèze s svojimi reliefi, komaj presega 500 metrov. Označuje povodje med porečjem Loare proti severu (izviri Briance, Aixette, Grêne ali Gorre), porečjem južno od Dordogne (izviri Dronne, Isle in Auvézère) in morskem porečju Charente na zahodu.
Gore nekdanje regije Limousin vključujejo niz majhnih pogorij (Fayat, Monedières, Châlus) z najvišjim vrhom Mont Bessou (976 m), v Corrèze. Proti severu je gorovje Marche, ki je razdeljeno na Guéret, d'Ambazac in Blond, bolj podobno visokim gozdnatim hribom, posejanim s pašniki, kot pravim goram. Vrhunec je Signal de Sauvagnac (701 m), v Haute-Vienne. Jugozahod Limousina in severovzahod Périgorda je od leta 1998 vključen v naravni regijski park Périgord Limousin.
Severni del regije, ki ustreza zgodovinskemu Haut-Poitouju, je organiziran okoli kmetijstva in vinogradništva (vinorodni okoliš Haut-Poitou), ki ga namakajo Vienne, Clain ali Gartempe, ki tvorijo nekaj dolin, pogosto obraslih s hrastovi gozdovi. Na jugu je odprta pokrajina Niortais z žitnimi polji, a tudi bogatimi močvirnimi območji, kot je Marais Poitevin, zapuščina starega morskega zaliva, napolnjenega s sedimentom, ki je razdeljen na mokra barja (o njih govorijo kot o Zelenih Benetkah) in osušena močvirja spremenjena za mešano kmetovanje. Niort, ob reki Sèvre Niortaise, glavno mesto Haut-Poitou zunaj Poitiersa, je kot vrata v te zelene Benetke, ki večina pripada Parc naturel régional du Marais poitevin, ustanovljen leta 1979 in razvrščen kot Grand site de France.
Južno leži Charentes, ki ustreza nekdanjim provincam Aunis, Angoumois in Saintonge. Aunis ni podobna pokrajini Niortais, z velikimi barji, ki se razprostirajo na obeh straneh La Rochelle in Rochefort (Baie d'Yves, marais de Rochefort, Broue in Brouage), pa tudi otoka Ré in Aix, z raznolikimi pokrajinami, kjer se borovi gozdovi mešajo s peščenimi plažami ali laguno Fier d'Ars, s peskom v nenehnem gibanju, v kateri je svetišče ptic. Notranjost ozemlja zaznamuje prisotnost bogatih žitnih polj, ki se s svojim odprtim reliefom na obzorju imenuje Beauce. V središču tega prostora je mesto Surgères s pašniki, kjer je svoj pomen ohranilo mlekarstvo: majhno mesto je torej proizvodno središče masla, Beurre de Charentes-Poitou.
Zgodovinska provinca Angoumois tvori prehodni prostor med obalnimi ravnicami Aunis, Saintongeom in planoto Limousin. Zdi se, da je prepredena z majhnimi griči, živi v ritmu Charente, prave arterije, ki teče skozi večja mesta, Angoulême, Cognac in Jarnac. Velika vinska regija, kjer se proizvajajo mednarodno priznane alkoholne pijače, konjak in žganje imenovano Pineau des Charentes. Zahodno četrt Charentesa sestavlja Saintonge, ozemlje okoli mest Saintes, prvo prestolnico Akvitanije v rimskih časih in Royan.
V nadaljevanju Dordogna približno ustreza nekdanji provinci Périgord. Ime ima po istoimenski reki, ki teče skozi Bergerac, ne pa tudi v prefekturi Périgueux (rob Isle). Območje z raznoliko pokrajino ima veliko gozdov (45 %), zato je tretji najbolj gozdnat departma v Franciji. Obsežni gozdovi hrasta in kostanja zelenega Périgorda, organizirani okoli Nontrona, se srečujejo z velikimi žitnimi polji Belega Périgorda, ki so jih poimenovali krušna košara Périgord. Značilnost so še hrast, oreh in črni peregordski tartuf okoli Sarlat-la-Canéda in vinogradi vinske regije Bergerac ali vijolični Périgord, kjer pridelujejo Bergerac, monbazillac (bela desertna vina) ali pécharmant (rdeča vina).
Estuarij Gironde, ki deluje kot povezava med provincami Saintongeom, Blayaisom, Médocom in zahodno Guyenne, je svet zase. Najpomembnejši divji estuarij v Evropi, uvrščen v morski park s Pertuis charentais, je obdan z velikimi barji (Petite Camargue in griči), ki daje večino odličnih bordojskih vin iz Côtes-de-Bordeaux in Côtes- de-Bourg na desnem bregu do odličnih vin levega brega Médoc (Pauillac, Margaux, Saint-Estèphe, Saint-Julien. Vinorodni okoliš Bordeaux z mednarodnim ugledom že stoletja ustvarja ugled regije. Njegovi izdelki se izvažajo po vsem svetu.
Dlje proti jugu leži prostrana ravnina Landes (južno od Gironde in Landes), ki se začne v bližini Bordeauxa in sega do Pirenejev. Veliko je zaseda gozd Landes, je tudi glavno kmetijsko območje (gojenje koruze) in gosti zdravilišče z mednarodnim ugledom, Dax, tudi središče vinske regije Chalosse.
Obala, ki je bila podvržena močnim erozijam, je ostala zelo divja. Nekatera letovišča so zgrajena v sipinah od Soulac-sur-Mer na severu Gironde, prek Lacanaua, Hourtina, Biscarrosseja, Mimizana in Capbretona, ne da bi pozabili na tista, ki mejijo na zaliv Arcachon: Arcachon, Andernos-les-Bains, Lège -Cap-Ferret, Pyla-sur-Mer. Ta velika laguna, široko odprta na ocean, je od leta 2014 morski naravni park porečja Arcachon.
Vzhodna Guyenne deloma ustreza departmaju Lot-et-Garonne. Bogato kmetijsko in živinorejsko območje, ki ga namakata reki Lot in Garona, slovi po pruneauxu (slivah). Prestolnica je Agen (skoraj 8000 hektarjev je namenjenih sadovnjakom), medtem ko je Marmande znan po paradižnikih. Blaga klima je razlog, da so tudi gojenje tobaka, jagod (gariguettes) in pridelava vina, ki se uporabljajo za izdelavo Côtes du marmandais ali Côte de Brulhois, širok razprostranjena. Prava slava te dežele pa je Armagnac, znano žganje, ki ga izvažajo po vsem svetu. Vinogradi pokrivajo departmaje Lot-et-Garonne, Landes, pa tudi Gers (v sosednji regiji Oksitaniji). Prav tako proizvajajo aperitiv floc de Gascogne, z nežnimi cvetnimi poudarki.
Skrajni jug regije sestavljata dve ozemlji z močno identiteto, Baskija (francosko: Pays basque français, baskovsko: Iparralde) in Béarn. Prva je organizirana okoli Bayonne, Biarritza, Saint-Jean-de-Luza (Labourd), Mauléon-Licharreja (Soule) in Saint-Jean-Pied-de-Porta (Spodnja Navarra), ima toplo in vlažno podnebje in je zelena. Obalo s svojimi razkošnimi ali družinam prijaznimi letovišči. Notranjost, bolj podeželska, ohranja močno kmetijsko tradicijo in trdno vinsko regijo, ki jo simbolizira vinogradniški irouléguy, pa tudi tradicionalne pijače, kot sta likerja Izarra in Patxaran, eau-de-vie značilen za Navarro.
V osrčju Pirenejev, Béarn nasprotuje gaskonjskim tradicijam. Ima vrsto nežno poudarjenih hribov in dolin (reke Gave de Pau, ki teče skozi glavno mesto Pau in več drugih mest kot Orthez in Navarrenx, ki sta najbolj naseljeni), obsega doline hudournikov Aspe, Barétous in Ossau iz prelaza Col du Soulor. Kmetijstvo bo vedno pomembno, kot tudi vinogradništvo (jurançon, Madiran), tudi če sta zastopana letalski in petrokemični sektor. V Béarnu so glavna smučišča na tem območju, kot so Artouste, Gourette, Issarbe, La Pierre Saint-Martin in Le Somport.
- Sipina v Île d'Oléron (Charente-Maritime)
- Dolina Barétous (Pyrénées-Atlantiques)
- Srednjeveško mesto Castelnaud-la-Chapelle (Dordogne)
- jezero Biscarrosse (Landes)
- Staro mesto Aubusson (Creuse)

## Podnebje
Regija Nova Akvitanija ima v bistvu bolj ali manj spremenjljivo oceansko podnebje. Razlikujemo akvitansko oceansko podnebje, ki se nanaša na večji del ozemlja (Charentes do Landes), pariško oceansko podnebje (Poitou), limousinsko oceansko podnebje, obarvano s polkontinentalnim vplivom (Limousin) in baskovsko mikroklimo, bolj vlažno (zahodna polovica Pyrénées-Atlantiques in južna Landes). Pireneji imajo specifično podnebje, ki se spreminja glede na nadmorsko višino in je različica gorskega podnebja.
Na severu regije pariško oceansko podnebje zaznamujejo zmerne padavine, topla poletja in hladne zime. Seuil du Poitou deluje kot klimatska ovira, regije, ki so južneje, spadajo v akvitansko oceansko podnebno območje. Obalna območja so na splošno bolj vlažna, zmerne padavine se širijo skozi vse leto, razen v poletnih mesecih, kjer suša ni redka. Poletje, ki je razmeroma toplo, umirja morski vetrič, zime pa so tople. Zmrzali so redke, sneg je izjemoma. Sonce je pomembno, okoli 2000 do 2200 ur na leto, kar je primerljivo z nekaterimi sredozemskimi regijami (Perpignan). Poletne padavine so pogosto v obliki neviht, tudi silovitih, zimo pa včasih zaznamujejo nevihte z orkanskim vetrom (nekatere izjemne so bile: Martin leta 1999 (rekord 198 km / h v Saint-Denis-d'Oléronu) , Klaus leta 2009 (172 km / h do Biscarrosseja) in Xynthia leta 2010 (160 km / h na Île de Ré).
Podnebje v Angoumoisu in Limousinu je vlažnejše in hladnejše, s toplo pomladjo in razmeroma toplim poletjem. Sončnih ure je povprečno 1850 ur / leto. Podnebje Baskije in južne dežele zaznamujejo topla poletja, blage zime, predvsem pa močne padavine z atlantskimi cikloni, ki prizadenejo Pirenejsko vznožje. Ta mikroklima pojasnjuje prisotnost bujne vegetacije in zelen izgled regije. Megle niso redke, vendar se običajno zelo hitro razpustijo.
Za pirenejsko podnebje je pomemben suboceanski trend. Zimski sneg je pomemben nad 1200 metrov. Pauška dolina ima mikroklimo, vendar jo zaznamuje močna sončna svetloba (približno 1900 ur na leto), in veliko padavin (1100 mm na leto) in pozimi skoraj brez zmrzali. Padavine so po navadi kratke, vendar redne in se širijo skozi vse leto.

## Gospodarstvo
Gospodarstvo regije temelji na več stebrih: raznovrstno kmetijstvo, niz znanih vinogradov (bordojsko vino, konjak in armagnac), odločilna pa je tudi vloga industrijskih sektorjev vesolje, obramba, biotehnologija, kemija in na splošno znanstvene raziskave, ki se opirajo na mrežo univerz in Grandes Ecoles.
Nova Akvitanija lahko računa tudi na velik slikovni in digitalni sektor ("Campus de l'Image" iz Angoulêmeja, bodoči Cité Numérique iz Bèglesa), gosto mrežo malih in srednje velikih podjetij, prisotnost velikih kmetijskih podjetij kot tudi pristaniško omrežje, ki vključuje tri glavna trgovska pristanišča, ki so zaradi svojega geografskega položaja uravnotežena (Grand Port maritime de La Rochelle na severu, Grand Port maritime de Bordeaux in pristanišče Bayonne na jugu). Leta 2013 je raziskava, ki jo je izvedel tednik L'Express, Bordeaux razvrstila na drugo mesto med francoskimi mesti kot business friendly v kategoriji mest z več kot 500.000 prebivalci (in najboljšim gospodarskim okoljem). Poitiers, La Rochelle in Bayonne pa na drugo, tretje in četrto mesto med središči s 100.000 do 200.000 prebivalci. Leta 2014 nova raziskava, ki jo je tokrat izvedel inštitut Great Place to Work, prikazuje Bordeaux kot mesto, ki najbolj privlači delavce, ki delajo za letno plačo.
Novo območje se ponaša z naravnimi in kulturno-zgodovinskimi dobrinami, zaradi katerih je bolj turistično zanimivo, široko odprto na ocean okoli treh večjih zgodovinskih letovišč (Arcachon, Biarritz in Royan), s serijo zimskih športnih krajev v Pirenejih (Gourette, Le Somport) in vodilno z zgodovinskimi znamenitostmi (jame Lascaux, srednjeveško mesto - in vinska Meka – Saint-Émilion, mučeniška vas Oradour-sur-Glane), ki jih vsako leto obišče več sto tisoč obiskovalcev.

### Kmetijstvo in sektor vinarstva
Nova Akvitanija, pomembna podeželska regija, ima raznoliko kmetijstvo. Govedoreja (regionalne rase: Limousin, Bordelais, Parthenais, Blonde d'Aquitaine, Gasconne, Bazadais in Béarnais) prevladuje v Bressuiraisu in Confolentaisu, planoto Aunisienne, visoko planoto Limousin, planoti Bazadaises in Chalossiennes pa se uporablja tako pri proizvodnji mesa kot pri proizvodnji mleka. Območje ima veliko oznak kakovosti (Veau fermier élevé sous la mère, govedina Limousin, ...).
Koze (regionalne pasme: Poitevine, Pireneji in Massif Central) so v glavnem koncentrirane na severu regije (Charente, Charente-Maritime, Deux-Sèvres in Vienne) in se uporabljajo za proizvodnjo sira (chabichou, Mothais sur feuille, Jonchée ). Sami ti oddelki predstavljajo 30 % francoske kozje črede, več kot 200.000 glav. To področje dopolnjujejo nekateri departmaji (Corrèze in Dordogne z delom proizvodnje RoOCadour AOC). Ovčjereja (regionalne rase: baskijska béarnaise, Landes, limuzina, črna glava, rdeča glava in Xaxi Ardia) je dobro zastopana v Limousinu (jagnjetina Limousin), Charentes (jagnjetina Poitou-Charentes), Médoc (jagnjetina Pauillac) in Baskiji in Bearnu v Pirenejih.
Prašičjereja, ki predstavlja pomemben del kmetijsko-prehrambnega sektorja, je razporejena po celotni regiji, zaščitena pa je z oznako porc du Sud-Ouest. Prašiči v regiji se uporabljajo za pridelavo številnih mesnih izdelkov, začenši s slovitim pršutom Bayonne. Številne kmetije so se specializirale tudi za perutninsko proizvodnjo in pitanjem rac in gosi, ki so zasnovane predvsem za proizvodnjo foie gras in confit. Nova Akvitanija je prva evropska regija za foie gras (več kot polovica francoske proizvodnje). Oznaka Canard à foie gras du Sud-Ouest zavzema velik del regije.
Območje je tudi pomembno središče za proizvodnjo ostrig "de Claires" iz Marennes-Olérona (v izlivu Seudra) ter Arcachona in Cap Ferret ter drugih školjk v zalivu Aiguillon (blizu La Rochelle ) in školjke Boyardville in Port-des-Barques.
Zmanjšanje ribolovnih virov je privedlo do zmanjšanja tonaže rib v glavnih pristaniščih regije, vendar ostajajo zelo aktivne.
Vinogradništvo je ključni sektor lokalnega gospodarstva, regije s prisotnostjo nekaterih najprestižnejših francoskih vinogradov: vinogradi Bordeaux, Bergerac, Cognac (proizvodnja konjaka in Pineau des Charentes) in delno Armagnac (proizvodnja Armagnaca in Floc de Gascogne), jugozahodni vinogradi v dolinah Garone in Lota, pobočja vinogradov Pirenejev (Jurançon, Irouléguy) in vinogradi Haut-Poitou. Vinogradi Limousina, ki so bili nekdaj plodni, zdaj pa so stari, vendar še naprej zagotavljajo kakovostna vina (vinogradi Verneuil-sur-Vienne in Correze, vključno z vinsko deželo in Correze vin paillé Queyssac-les-Vignes).
Regija je ključna za pridelavo žit (pšenica), zelišč in olj (koruza, sončnica), ki rastejo v dolinah Adour, Charente in Garone. V Charente-Maritime se je v mestecu Saint-Genis-de-Saintonge razvila največja francoska enota za proizvodnjo pokovke: 70 % nacionalne produkcije izhaja iz njegovih obratov.
Pridelava tobaka ostaja pomembna na območju Langona okoli La Réole, Aurosa, Monségurja in Bazas (Gironde) v Bergercu, Dordogneju in v Lot-et-Garonne, kjer pridelajo 14 % francoskega tobaka na skoraj 800 hektarjih. Mešano kmetovanje je privedlo do oblikovanja bolj lokaliziranih kultur, vendar so vseeno pomembne: orehi Périgord, jabolka Limousin, jagodna dolina Dordogne in Lot, melone Charentais, fižol (mojhettes) val d'Arnoult in Marais Poitevin, paradižnik Marmande, paprika iz Landesa in Baskija, najbolj znan predstavnik je poper Espelette.
Za kmetijsko-prehrambeni sektor je značilna prisotnost več nacionalnih blagovnih znamk in mednarodnih proizvodnih obratov, vključno z Madrange (Limoges), Blédina (Brive-la-Gaillarde), Marie (Airvault in Mirebeau) Senoble (Aytré, v bližini La Rochelle), Lu (Cestas, blizu Bordeauxa) Cémoi (Bègles, blizu Bordeauxa), Charal (Égletons, v Corrèze), Valade Group (Lubersac, Corrèze) ali Lindt & Sprüngli (Oloron-Sainte-Marie). Labeyrie in Came v Pyrénées-Atlantiques in Delpeyratu v Mont-de-Marsanu v Landesu.

## Zunanje povzevae
- Uradna spletna stran
- Merger of the regions - France 3